# Jung Jae-young
Jung Jae-young (* 21. November 1970 in Seoul) ist ein südkoreanischer Schauspieler.

## Leben
In Verschollen in der City (2009) spielt er einen hochverschuldeten Mann, der von seiner Freundin verlassen wird, woraufhin er Selbstmord begehen möchte und von einer Brücke springt. Allerdings wird er auf eine kleine Insel inmitten des Han-gang gespült. Eine junge Frau, die ihr Zimmer nie verlässt, bemerkt in eines Tages durch ein Fernglas und so beginnt eine unscheinbare Liebesgeschichte.
2012 spielte er die Hauptrolle eines Kommissars in dem Film Confession of Murder, der das Thema der Verjährungsfrist für Mord behandelt.
2015 arbeitet Jung nach Uri Sunhi (2013) ein weiteres Mal mit der Filmgröße Hong Sang-soo zusammen. Er spielte einen Regisseur in Jigeum-eun Matgo Geuttae-neun Teullida. Auf den Filmfestspielen von Locarno wurde er für seine Leistung als bester Schauspieler ausgezeichnet.

## Filmografie

### Filme (Auswahl)
- 1998: The Quiet Family (조용한 가족)
- 2001: Guns & Talks (킬러들의 수다 Killer-deul-ui Suda)
- 2002: No Blood No Tears (피도 눈물도 없이)
- 2002: Sympathy for Mr. Vengeance (복수는 나의 것)
- 2003: Silmido (실미도)
- 2004: Someone Special (아는 여자 Aneun Yeoja)
- 2005: Welcome to Dongmakgol (웰컴 투 동막골)
- 2006: Righteous Ties (거룩한 계보 Georukan Gyebo)
- 2008: Public Enemy Returns (강철중: 공공의 적 1-1)
- 2008: Divine Weapon – Die letzte Schlacht der Ming-Dynastie (신기전 Singijeon)
- 2009: Verschollen in der City (김씨 표류기)
- 2010: Ikki (이끼)
- 2012: Confession of Murder – Tödliches Geständnis (내가 살인범이다 Naega Sarinbeom-ida)
- 2013: Uri Sunhi (우리 선희)
- 2013: 11 A.M. (열한시 Yeolhan-Si)
- 2014: Plan Man (플랜맨)
- 2014: The Fatal Encounter (역린 Yeongnin)
- 2015: Right Now, Wrong Then (지금은맞고그때는틀리다 Jigeumeun Matgo Geuttaeneun Teullida)
- 2017: On the Beach at Night Alone
- 2023: Noryang

### Fernsehserien
- 2015: Assembly (어셈블리, KBS2)